# 茨城県フラワーパーク
茨城県フラワーパーク（いばらきけんフラワーパーク）は、茨城県石岡市に位置する約30ヘクタールの「花と緑の楽園」のテーマパークである。
1985年6月2日、筑波研究学園都市で開催された国際科学技術博覧会（つくば科学万博）にあわせ、花卉（かき）文化の向上と石岡市への観光客誘致を目的に開園した。指定管理者は茨城県フラワーパーク指定管理業務共同事業体。
2010年には老朽化対策などのためリニューアル工事が開始され、2015年に完了した。同年3月7日からは「園内周遊車」が運行を開始した。
2020年6⽉22⽇より、改装工事のため⼀時休園中となった。2021年4月29日、愛称を「いばらきフラワーパーク」としてリニューアルオープンした。

## 施設概要
特に茨城県の県花であるバラに力を入れている。本園では800種30,000株のバラを鑑賞することができ、バラのテーマパークとしては東日本最大級となる。
園内はフラワーパーク（12ヘクタール）とふれあいの森（18ヘクタール）で構成されている。入園口からふれあいの森の展望台までの片道（約1.2km）を15分で走行する園内周遊車を利用することにより、沿道の花々を車内から観賞できる。

### フラワーパーク
フラワーパークでは、さまざまな種類の花園を観賞できる。
バラのテラス・バラ品種園
800品種のバラ30,000株が植栽されている。
庭園風バラ園
フレンチローズ、イングリッシュローズ、モダンローズなど、99品種のバラ850株が植栽されている。
フラワードーム
ベゴニア・ハイビスカスなどを展示している。
本施設では「バラに囲まれた結婚式」などが行われ、2013年5月26日には1組目のカップルが式を挙げた。
ボタン園
88品種のボタン2,670株が植栽されている。
ダリア園
200品種のダリアが1,200株が栽培されている。
アジサイ園
アジサイ3,500株が植栽されている。
その他
芝生の丘・レストラン・直売所など。

### ふれあいの森
ふれあいの森の丘の頂上には約250本の河津桜が広がり、春の花見スポットとなっている。
シャガ園
約5,000m2の100万株のシャガの群生地。
やまゆり園
やまゆり12,000株が自生している。
花のすべりだい延長800mのスポーツスライド。
フラワーサイクル延長190mのレールバイク。
フィールドアスレチック10種のフィールドアスレチック。
その他展望塔・休憩所など。

## アクセス
自動車
常磐自動車道千代田石岡IC又は石岡小美玉スマートICより約20分
常磐自動車道土浦北ICより約15分
北関東自動車道笠間西ICより約25分
電車
常磐線石岡駅を下車ののち、タクシーで約20分。
常磐線石岡駅を下車ののち、西口1番乗り場より関東鉄道（フラワーパーク経由柿岡車庫行き）にて約30分。

## ギャラリー

リニューアル後（2021年4月～）
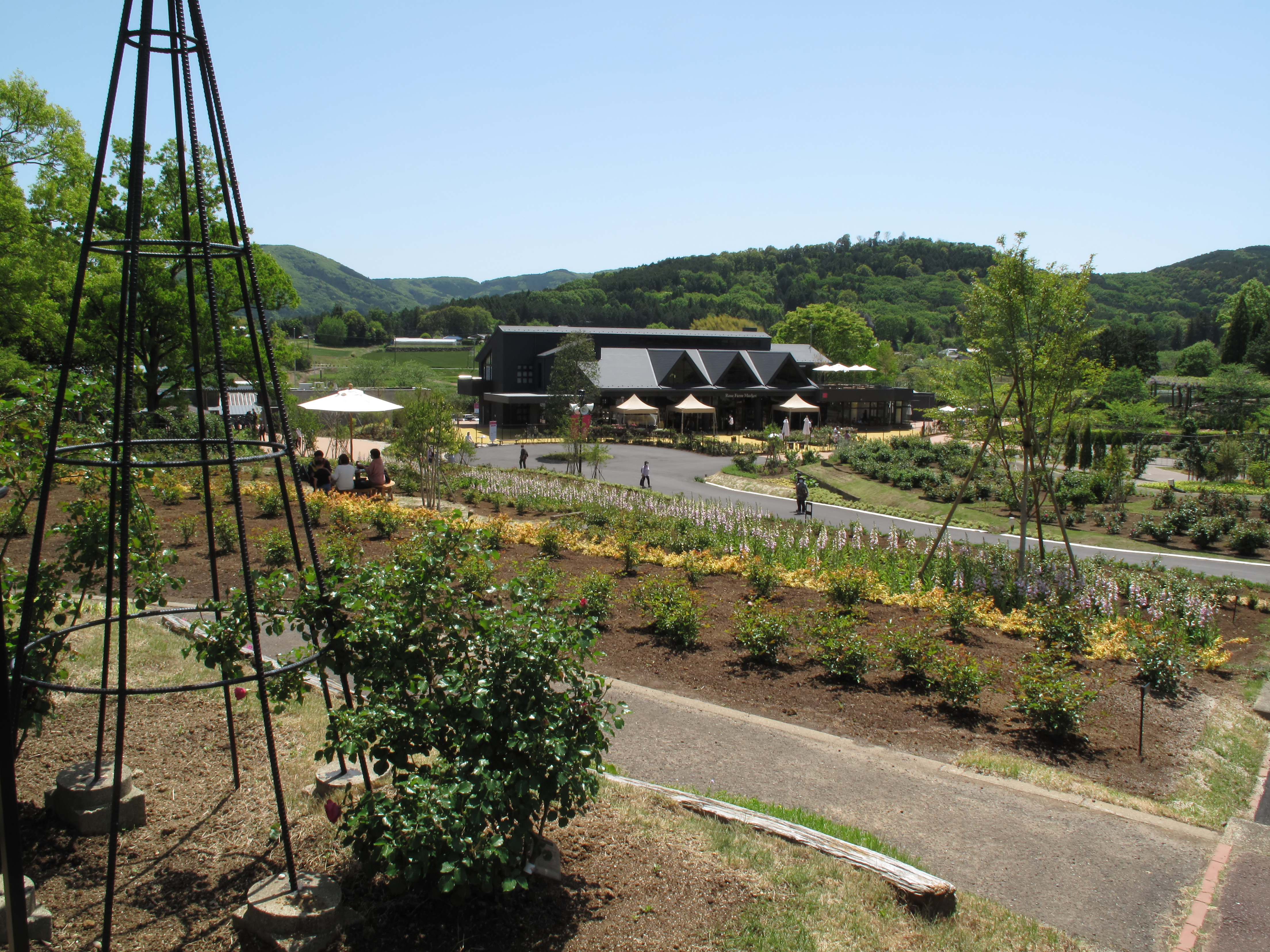
園内
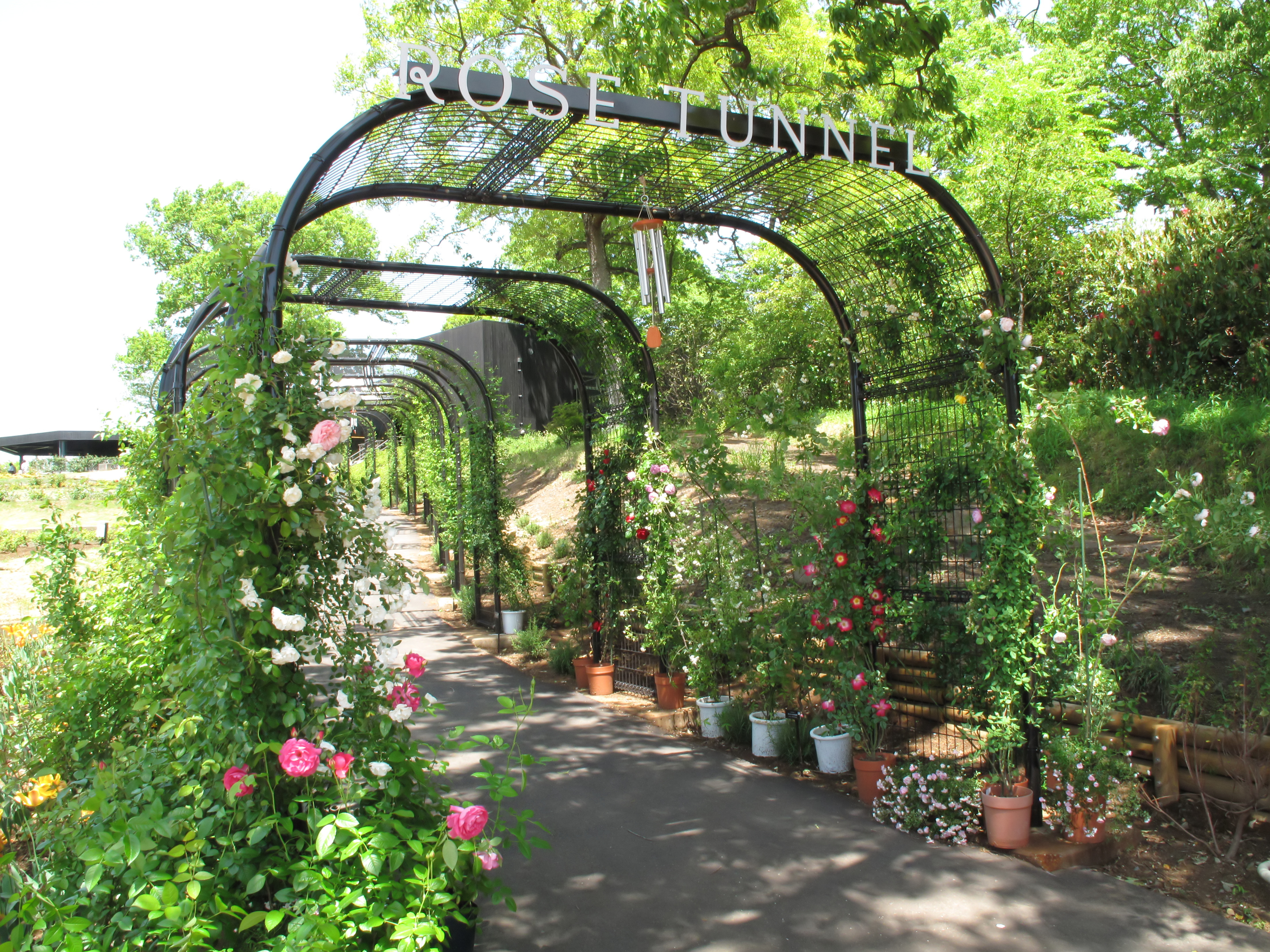
ローズ・トンネル
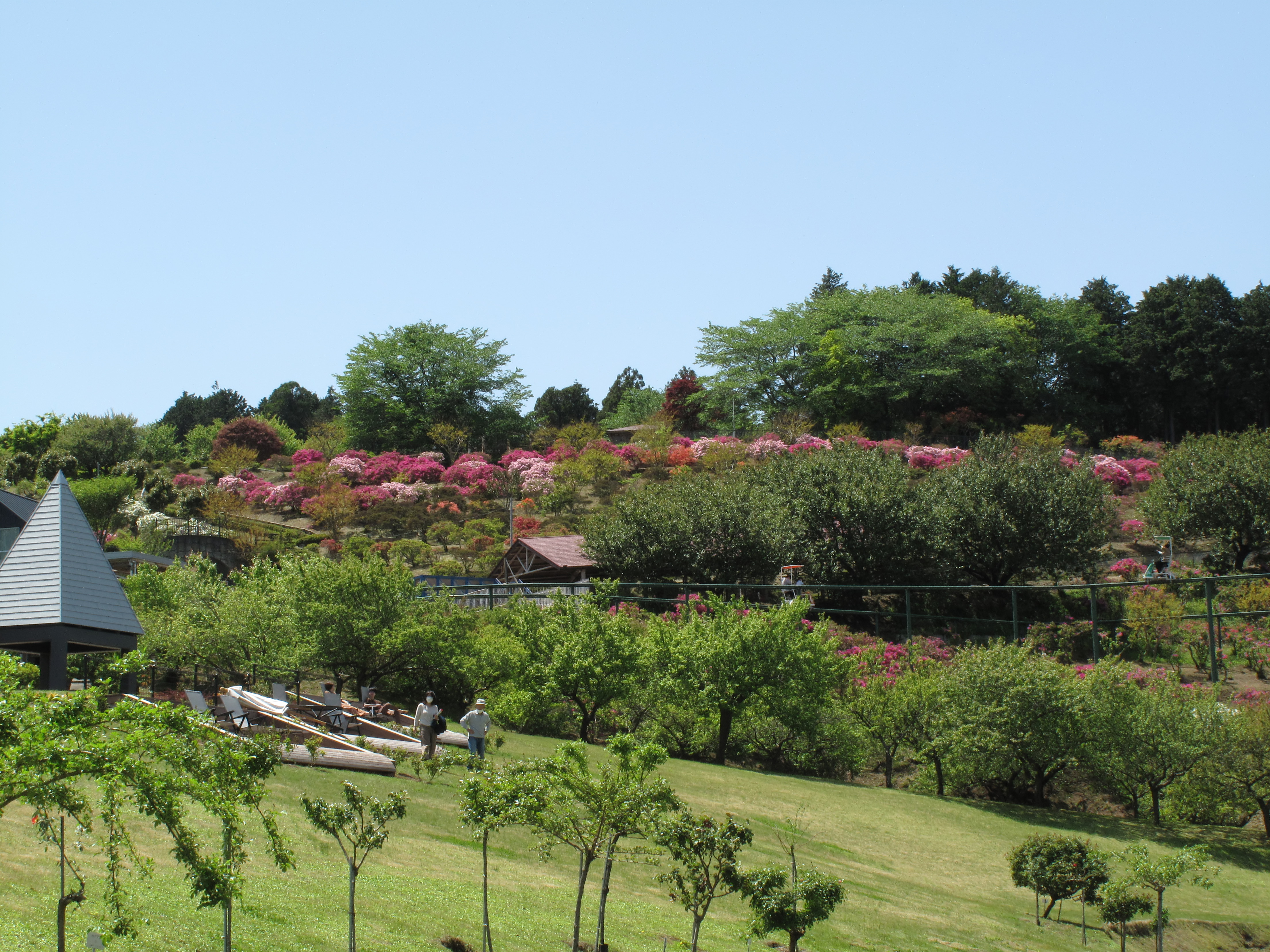
つつじの丘
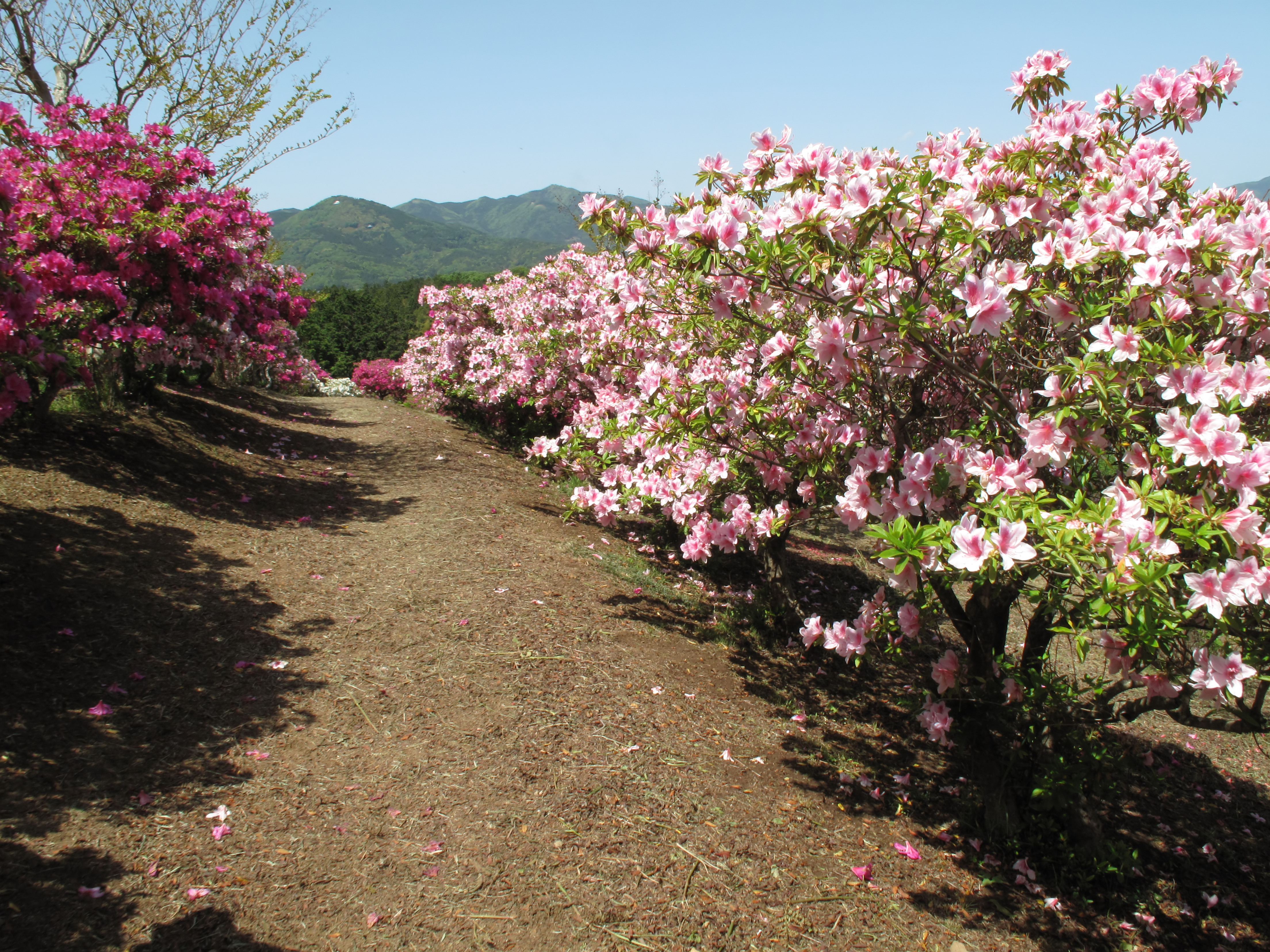
つつじの丘（中から）
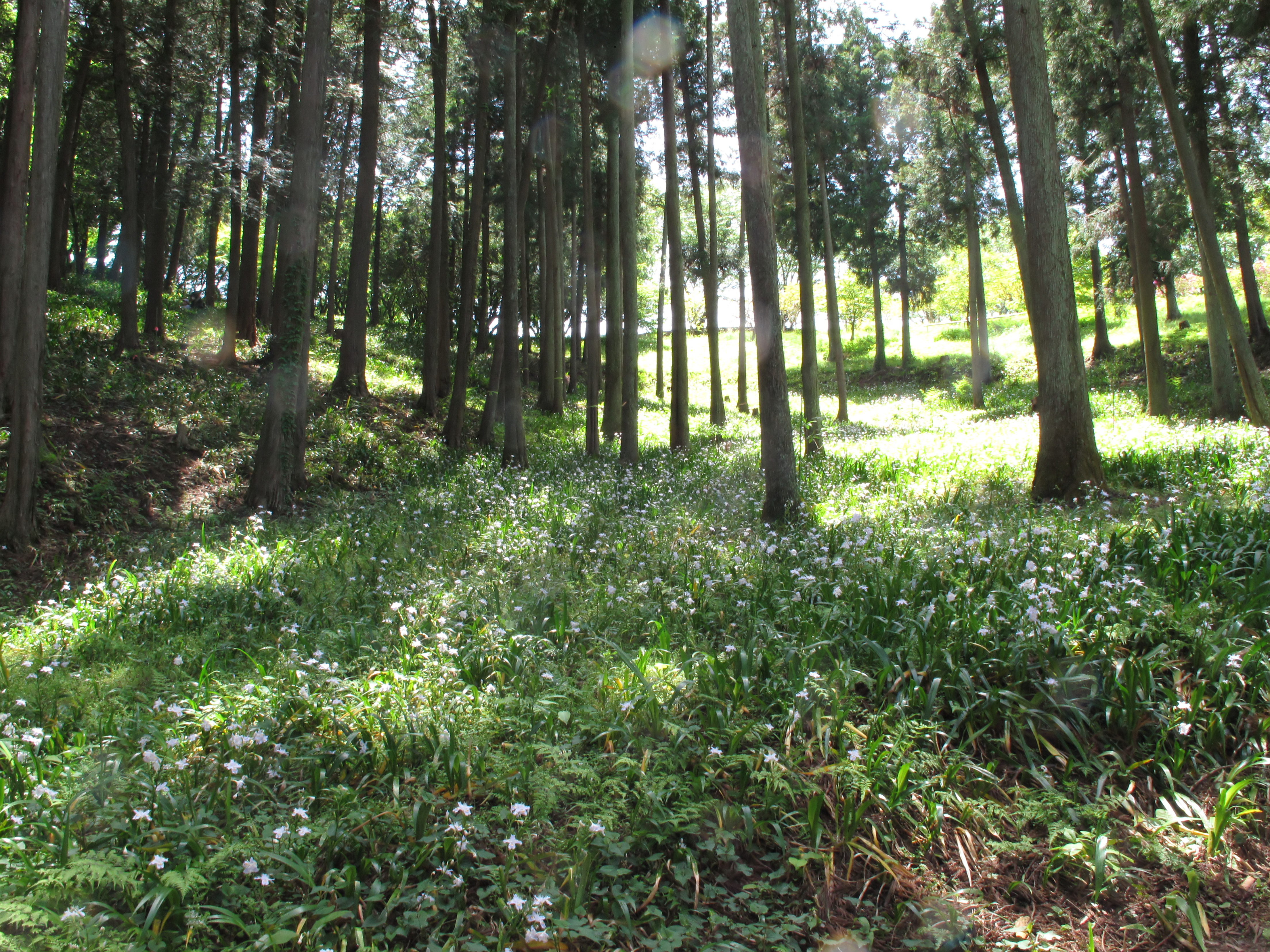
シャガの群生地

リニューアル以前（～2010年）
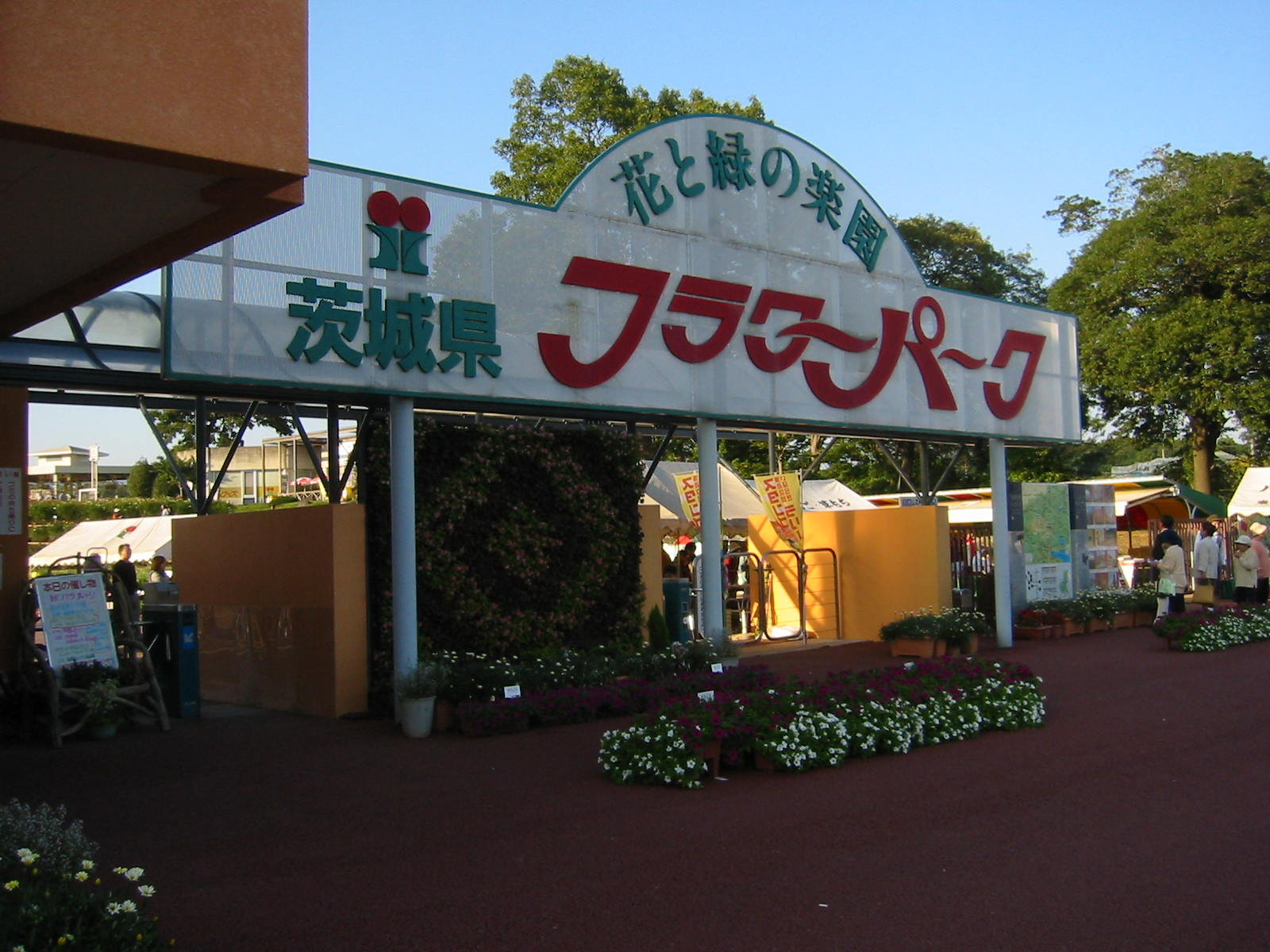
入口 (2004年10月)
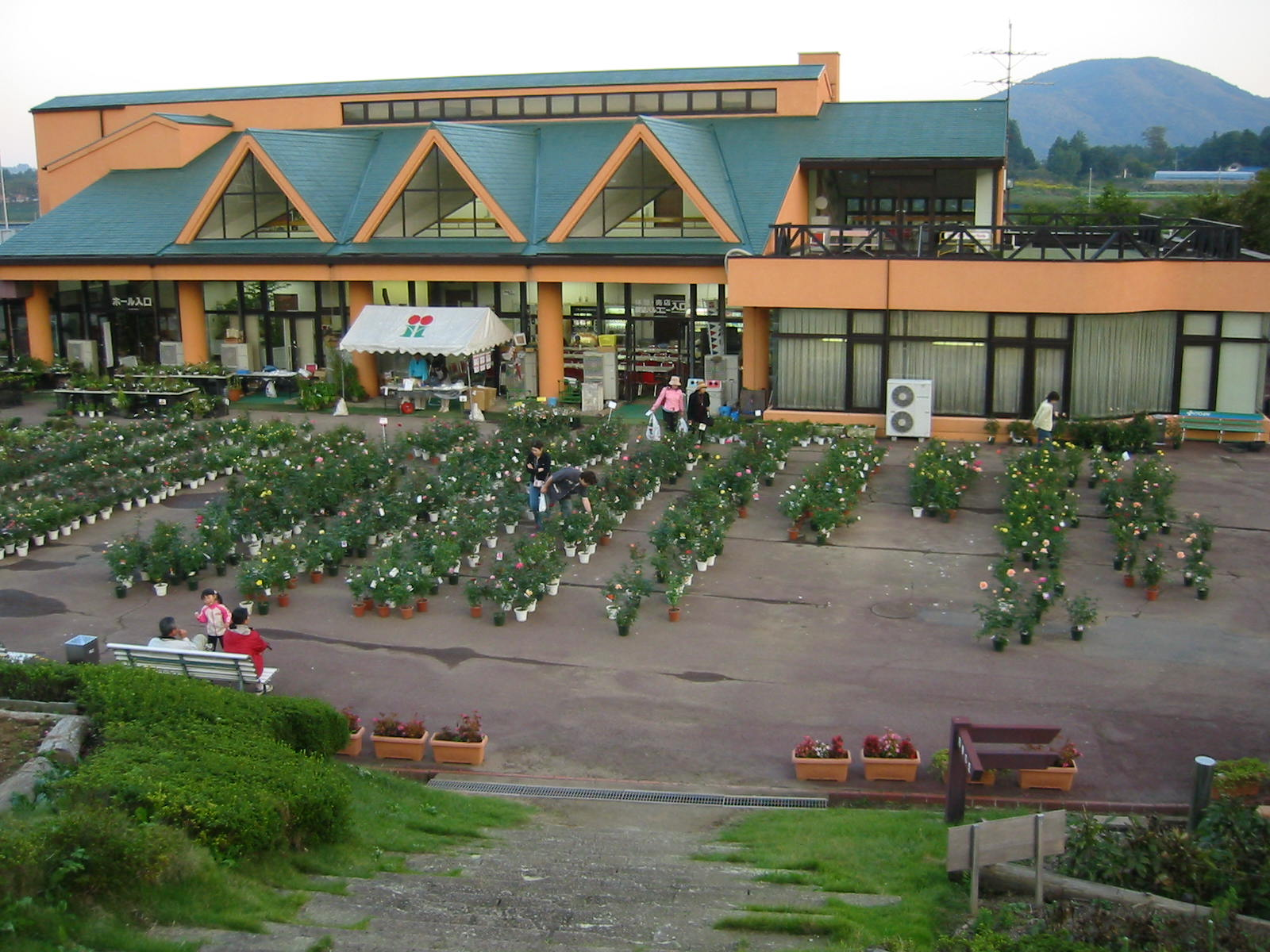
入口横の売店建屋 (2004年10月)
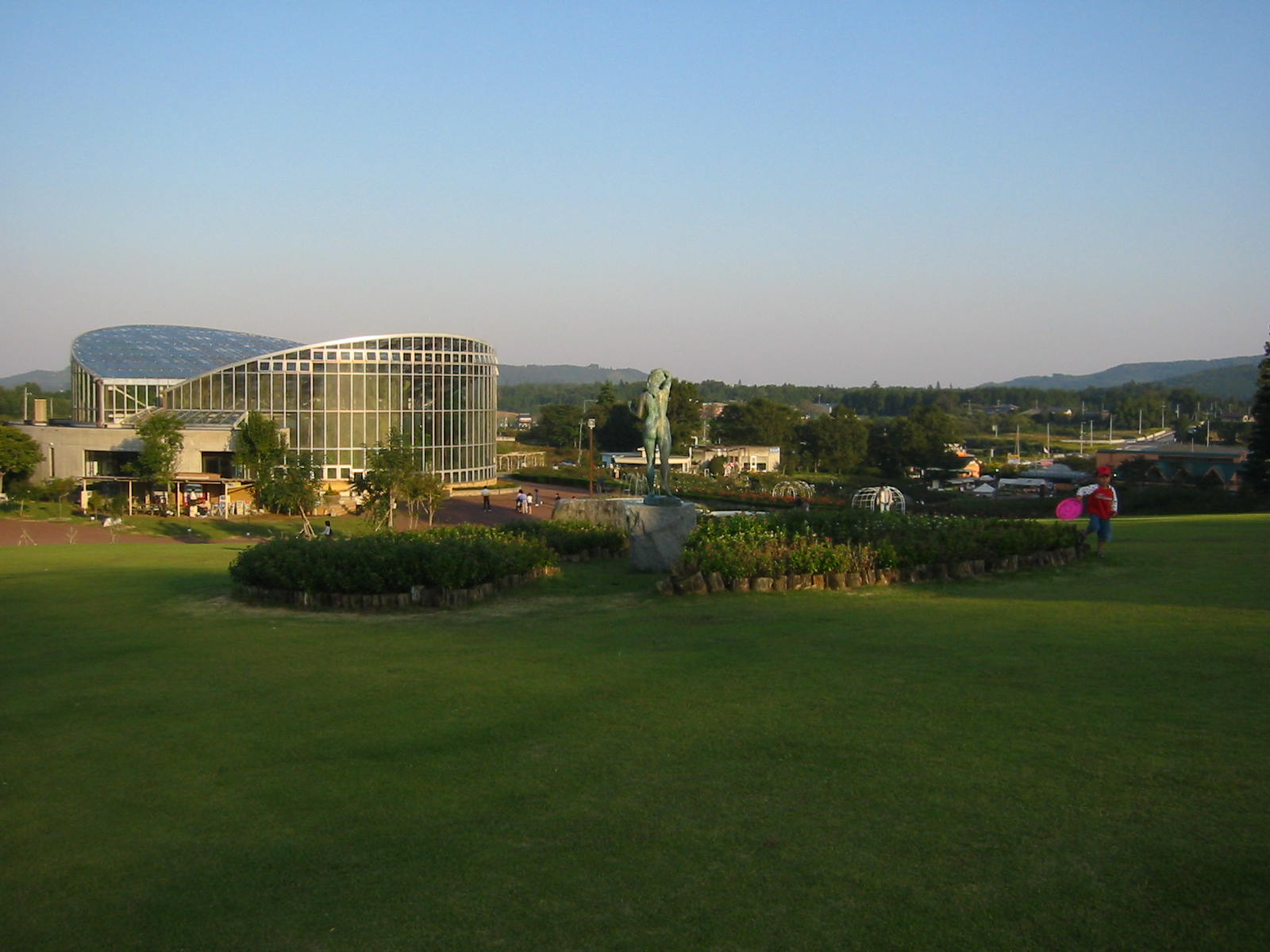
芝生の丘付近から入口を望む (2004年10月)